# Universidad de Ciencias Médicas de Camagüey
La Universidad de Ciencias Médicas de Camagüey (también llamada Facultad de Medicina de Camagüey "Carlos J. Finlay") es una universidad de medicina localizada en Camagüey, Cuba.
Fue fundada el 4 de junio de 1980, por Fidel Castro. Actualmente la Universidad alberga estudiantes de la provincia Camagüey y de varias nacionalidades como Vietnam, Congo, Angola y Siria. En ella cursan estudios relacionados con las ciencias de la salud más de 4000 personas entre pregrado y postgrado y cuenta con un amplio claustro de profesores y especialistas que asciende a la cifra de 200.
La Universidad tiene además cedes en varios municipios de Camagüey como Nuevitas y Guaimaro y se mantiene vinculada con otros centros de salud de la provincia que prestan atención docente como el Hospital Provincial Docente "Manuel Ascunce Domenech", el Hospital Clínico Quirúrgico "Amalia Simoni" y el Hospital Militar "Octavio de la Concepción Pedraja".

## Facultades
Se encuentra dividida en cuatro facultades: 
- Medicina
- Estomatología
- Licenciatura en Enfermería. Facultad de Enfermería "FAGH NOGC TACH".
- Tecnologías de la Salud. Politécnico de la Salud "Octavio de La Concepción y de La Pedraja".